# Senon (stratygrafia)
Senon – nieformalna jednostka stratygraficzna górnej kredy.
Najczęściej do senonu zalicza się trzy najwyższe piętra kredy: santon, kampan i mastrycht. Część badaczy nie wliczała do senonu mastrychtu, np. Alcide d’Orbigny, który był autorem pojęcia i wprowadził w 1842 tę jednostkę do stratygrafii. Nieliczni autorzy dodawali zaś koniak. Głównie z powodu stosowania tego terminu przez różnych badaczy do skał o różnym zasięgu wiekowym, obecnie dość rzadko stosuje się nazwę senon, operując raczej formalnymi nazwami pięter. 
Najczęściej senon występuje w literaturze niemieckiej, służąc do określania zespołu skał facji kredy piszącej, ewentualnie stosuje się go wtedy, gdy nie można określić dokładnego piętra z zakresu santon – mastrycht. 
Nazwa jednostki pochodzi od rzymskiej nazwy plemienia Senonów, zasiedlającego kiedyś rejon miasta Sens w centralnej Francji.